# 月曜ワイド劇場
『月曜ワイド劇場』（げつようワイドげきじょう）は1982年10月4日から1986年9月22日までテレビ朝日系列が編成していたテレビ朝日製作の2時間ドラマ・映画番組である。放送時間は開始当初は毎週月曜 21:02 - 22:48（日本標準時）、1985年10月以降は毎週月曜 20:02 - 21:48（日本標準時）へ変更になった。

## 概要
1981年10月から1年間放送された『ゴールデンワイド劇場』をリニューアルしたものとして扱われる番組であり、この番組は2時間ドラマを放送する回の方が多かったが、不定期に映画（邦画）を放送する回もあった。
しかし、1985年の秋改編時に『ニュースステーション』を月曜 - 木曜22時枠、金曜23時枠に設けた関係で同番組の開始が1時間繰り上げとなった後は視聴率は全体的に10%前後（ビデオリサーチ調べ、関東地方）の回が多くなって低迷にあえぎ、一部の作品を1時間枠（21:00 - 21:54）に短縮して放送したこともあった（1時間枠として放送した作品は『月曜ミニワイド劇場』（げつようミニワイドげきじょう）に改題して放送）。当番組は1986年9月に放送を終了し、後番組として1時間ドラマの『月曜ドラマ9』が編成された。

## 番組案内
21:00 - 21:02（実質は21:01まで）に『今夜の女のドラマ』というタイトルで各回放送作品の予告をVTRで放送したが、後に『今夜の月曜ワイド劇場』に改題され、内容も「スタジオから女性アナウンサーが放送作品の見どころをVTRを交えて紹介」に変更された。
なお、1985年10月以降は放送時間を変更した関係で、この枠の放送時間は20:00 - 20:02（実質は20:01まで）となったが、1時間枠（先述）に短縮した時は放送されず、番組名を『月曜ミニワイド劇場』に改題していた。

## オープニング
白色の番組ロゴが左側から流れる波紋に揺られた後、やや速めの波紋映像に切り替わってそれがいくつか流れる。その映像の後、画面手前に向かって金色の番組ロゴが動き、そのロゴが止まるとロゴを縁取るように青白い光を発する。以降は波紋映像に戻るが、先に流れた波紋映像よりもゆったりとした速さとなっている（「ゆったりとした波紋映像」に変わった後、提供クレジットが表示される）。
補足
- このオープニングで流れた曲はバイオリンを用いた落ち着いたものだったが、これは当時の土曜ワイド劇場とは対照的である。  - テレビ宮崎の同題番組（内容は『土曜ワイド劇場』の遅れネット）は『土曜ワイド劇場』のオープニング曲を流用していたため、この曲は流れていない。
- 特別企画となった回は、金色の番組ロゴが出たときに特別企画という白い字が出る（四角形の白枠で囲ったもの）。

## 制作局
ドラマ制作はテレビ朝日が担当したが、朝日放送（ABC）が担当した作品もわずかに混在する（放映リストの「備考」を参照）。

## 放映リスト
ドラマ作品のサブタイトルはすべて省略。一部の作品は特別企画として放送したが、それに関する記述も省略する。ここでは（放送した）年単位で紹介する。なお、1985年は（同年10月に）放送枠の移動があったため、その年に限り、移動前・移動後に分割する。
注記
- 放送時間が異なる作品は「備考」に記述したが、それらに該当しない事項は「補足」で解説する。
- 実録犯罪シリーズ（初期は「犯罪実録シリーズ」、枠移動前（後述）の末期は「実録シリーズ」として放送した。なお、このシリーズは過去に『土曜ワイド劇場』で放送されたことがある[注 2]）は冒頭に「これは実際にあった事件をヒントにドラマ化したものですが、登場する人物、団体を誹謗、糾弾するものではありません。」（原文ママ）という静止画テロップを出した後、本編を放送していた。

### 月曜21時・22時枠時代
月曜20時枠に『爆笑!!ドットスタジオ』というバラエティ番組を設けるため、前番組の『ゴールデンワイド劇場』より1時間遅い枠（月曜21時・22時枠）で放送した。なお、この当時は『熱闘甲子園』を月曜 - 金曜22時枠に設けていたため、全国高等学校野球選手権大会の期間中に放送した作品は30分繰り下げて放送していた（該当する作品は放映リストの備考欄を参照）。

#### 1982年
| 作数 | 放送日          | タイトル                 | ジャンル | 備考                                  |
| ---- | --------------- | ------------------------ | -------- | ------------------------------------- |
| 1    | 1982年 10月04日 | 無影燈                   | ドラマ   | 放送枠を拡大して放送（20:02 - 22:48） |
| 2    | 10月11日        | 教育ママの決算書         | ドラマ   |                                       |
| 3    | 10月18日        | 赤ちゃん取り違え事件     | ドラマ   | 放送枠を変更して放送（20:02 - 21:48） |
| 4    | 10月25日        | 妻の日の愛のかたみに     | ドラマ   |                                       |
| 5    | 11月01日        | かりそめの妻             | ドラマ   |                                       |
| 6    | 11月08日        | 家族ゲーム（鹿賀丈史版） | ドラマ   |                                       |
| 7    | 11月15日        | 悪女の診断書             | ドラマ   |                                       |
| 8    | 11月22日        | 美しい女医の診察室       | ドラマ   |                                       |
| 9    | 11月29日        | ダイヤルの中の女         | ドラマ   |                                       |
| 10   | 12月06日        | わが子を誘拐した女       | ドラマ   |                                       |
| 11   | 12月13日        | 赤穂城断絶               | 映画     | 放送枠を拡大して放送（20:02 - 22:48） |
| 12   | 12月20日        | 悪女の手記               | ドラマ   |                                       |
| 13   | 12月27日        | 八つ墓村                 | 映画     |                                       |

#### 1983年
| 作数 | 放送日          | タイトル                             | ジャンル | 備考                                                                                      |
| ---- | --------------- | ------------------------------------ | -------- | ----------------------------------------------------------------------------------------- |
| 14   | 1983年 01月10日 | 婚約 北の国から来た花嫁              | ドラマ   |                                                                                           |
| 15   | 01月17日        | 妻は何をしたか                       | ドラマ   |                                                                                           |
| 16   | 01月24日        | 父の再婚母の再婚                     | ドラマ   |                                                                                           |
| 17   | 01月31日        | 轢き逃げ                             | ドラマ   |                                                                                           |
| 18   | 02月14日        | 逆転無罪                             | ドラマ   | 犯罪実録シリーズ                                                                          |
| 19   | 02月21日        | 血液型などこわくない！               | ドラマ   |                                                                                           |
| 20   | 02月28日        | 人妻たちの事件簿シリーズ(2) 妻の秘密 | ドラマ   |                                                                                           |
| 21   | 03月07日        | 仕掛人梅安                           | 映画     |                                                                                           |
| 22   | 03月14日        | 殺人遊戯                             | 映画     |                                                                                           |
| 23   | 03月21日        | ザ・スキャンダル                     | ドラマ   | 犯罪実録シリーズ                                                                          |
| 24   | 04月04日        | 人間の証明                           | 映画     |                                                                                           |
| 25   | 04月11日        | 女囚犯歴簿II                         | ドラマ   | 第1作は（前番組の）『ゴールデンワイド劇場』で放送                                         |
| 26   | 04月18日        | 女が会社へ行きたくない朝             | ドラマ   | OLシリーズ 第1作                                                                          |
| 27   | 04月25日        | 暴力少年                             | ドラマ   | 朝日放送制作 類似する事件（複数件）をヒントに制作されたが、「実録シリーズ」には含まれない |
| 28   | 05月02日        | 崩壊家族                             | ドラマ   |                                                                                           |
| 29   | 05月09日        | ホームタウンの事件簿                 | ドラマ   |                                                                                           |
| 30   | 05月16日        | 女性万引ガードマン                   | ドラマ   |                                                                                           |
| 31   | 05月23日        | ハローオックン！                     | ドラマ   | 番組予告枠に豊原ミツ子（同作品の原作者）が出演し、見どころ等を紹介した                    |
| 32   | 05月30日        | 女の事件簿 母子無理心中              | ドラマ   |                                                                                           |
| 33   | 06月06日        | エスパイ                             | 映画     |                                                                                           |
| 34   | 06月13日        | 内嫁戦争                             | ドラマ   |                                                                                           |
| 35   | 06月20日        | 悲しみの交通刑務所                   | ドラマ   |                                                                                           |
| 36   | 06月27日        | 妻たちの思秋期                       | ドラマ   |                                                                                           |
| 37   | 07月04日        | 私は女教師                           | ドラマ   |                                                                                           |
| 38   | 07月11日        | はだしの未亡人                       | ドラマ   |                                                                                           |
| 39   | 07月18日        | 野性の証明                           | 映画     |                                                                                           |
| 40   | 07月25日        | 深川通り魔殺人事件                   | ドラマ   | 実録犯罪シリーズ（大地康雄は当作品で犯人役を演じ、注目を浴びた）                          |
| 41   | 08月01日        | 漂流                                 | 映画     |                                                                                           |
| 42   | 08月08日        | おさな妻 私を抱いて                  | ドラマ   | 放送枠を変更して放送（20:02 - 21:48）。安田成美の初主演作。                               |
| 43   | 08月22日        | サラ金でつまずいた女                 | ドラマ   |                                                                                           |
| 44   | 08月29日        | 妻たちの復讐                         | ドラマ   |                                                                                           |
| 45   | 09月05日        | 涙の小児病棟                         | ドラマ   |                                                                                           |
| 46   | 09月12日        | 社宅家族                             | ドラマ   |                                                                                           |
| 47   | 09月26日        | 配達されない三通の手紙               | 映画     |                                                                                           |
| 48   | 10月10日        | 妻は何を感じたか                     | ドラマ   |                                                                                           |
| 49   | 10月17日        | 愛にめぐりあう予感                   | ドラマ   |                                                                                           |
| 50   | 10月24日        | 女子少年院                           | ドラマ   |                                                                                           |
| 51   | 10月31日        | 子供たちの復讐                       | ドラマ   | 実録犯罪シリーズ                                                                          |
| 52   | 11月07日        | 愛と怒りの実験室                     | ドラマ   |                                                                                           |
| 53   | 11月14日        | 女の哀しみの声がきこえる             | ドラマ   |                                                                                           |
| 54   | 11月21日        | 乱れからくり                         | 映画     |                                                                                           |
| 55   | 12月05日        | 雲の階段                             | ドラマ   |                                                                                           |
| 56   | 12月12日        | 隣人裁判                             | ドラマ   | 朝日放送制作                                                                              |
| 57   | 12月19日        | 義母と小姑                           | ドラマ   |                                                                                           |
| 58   | 12月26日        | 悪魔の手毬唄                         | 映画     |                                                                                           |

#### 1984年
| 作数 | 放送日          | タイトル                                                              | ジャンル | 備考                                                              |
| ---- | --------------- | --------------------------------------------------------------------- | -------- | ----------------------------------------------------------------- |
| 59   | 1984年 01月09日 | 嫁姑 女のいくさ                                                       | ドラマ   |                                                                   |
| 60   | 01月16日        | 続・女性万引ガードマン                                                | ドラマ   |                                                                   |
| 61   | 01月23日        | 冬の華                                                                | 映画     |                                                                   |
| 62   | 01月30日        | 妻はロボットか人間か                                                  | ドラマ   | 夫の性機能障害の治療を描いた作品                                  |
| 63   | 02月06日        | 母の誤算                                                              | ドラマ   |                                                                   |
| 64   | 02月13日        | 女囚犯歴簿III                                                         | ドラマ   |                                                                   |
| 65   | 02月20日        | 霧の旗                                                                | 映画     |                                                                   |
| 66   | 03月05日        | 妻の三つの顔                                                          | ドラマ   |                                                                   |
| 67   | 03月12日        | 家族ゲームII（鹿賀丈史版）                                            | ドラマ   |                                                                   |
| 68   | 03月26日        | 美しい女医の診察室II                                                  | ドラマ   |                                                                   |
| 69   | 04月16日        | 乳房切断                                                              | ドラマ   |                                                                   |
| 70   | 04月23日        | 妻たちの離陸                                                          | ドラマ   |                                                                   |
| 71   | 04月30日        | 婚約破棄を選んだ女                                                    | ドラマ   |                                                                   |
| 72   | 05月07日        | 花柳幻舟獄中記                                                        | ドラマ   |                                                                   |
| 73   | 05月14日        | 妻たちの思秋期II                                                      | ドラマ   |                                                                   |
| 74   | 05月21日        | わるいやつら                                                          | 映画     |                                                                   |
| 75   | 05月28日        | 白い悪魔が忍びよる                                                    | ドラマ   | 放送枠を拡大して放送(21:02 - 23:18)                               |
| 76   | 06月04日        | ガラスの家の暴力少女                                                  | ドラマ   |                                                                   |
| 77   | 06月11日        | 処刑遊戯                                                              | 映画     |                                                                   |
| 78   | 06月18日        | 不倫の子                                                              | ドラマ   |                                                                   |
| 79   | 06月25日        | 女が会社に居すわる時                                                  | ドラマ   | OLシリーズ 第2作                                                  |
| 80   | 07月02日        | 妻たちの反乱                                                          | ドラマ   |                                                                   |
| 81   | 07月09日        | たそがれ夫人                                                          | ドラマ   |                                                                   |
| 82   | 07月16日        | 300万円紛失事件 銀行支店長をめぐる2人の女                             | ドラマ   | 朝日放送制作                                                      |
| 83   | 07月23日        | トラック野郎・熱風5000キロ                                            | 映画     |                                                                   |
| 84   | 07月30日        | 破れた靴下をはく女！                                                  | ドラマ   | 大学に勤めるエリート助教授の破滅を描いた作品                      |
| 85   | 08月06日        | 契約母子                                                              | ドラマ   |                                                                   |
| 86   | 08月13日        | 団地妻の告白                                                          | ドラマ   | 放送枠を変更し、90分に短縮して放送（19:30 - 20:54）               |
| 87   | 08月20日        | 白い涙                                                                | ドラマ   | 『熱闘甲子園』放送のため、30分繰り下げ（21:32 - 23:18）           |
| 88   | 08月27日        | 悪魔が来りて笛を吹く（1979年版）                                      | 映画     |                                                                   |
| 89   | 09月03日        | 人工授精のわが子                                                      | ドラマ   | 朝日放送制作                                                      |
| 90   | 09月10日        | 妻は霧の中で                                                          | ドラマ   |                                                                   |
| 91   | 09月17日        | 非行心療室                                                            | ドラマ   |                                                                   |
| 92   | 10月01日        | 妻は夫に何を与えたか                                                  | ドラマ   |                                                                   |
| 93   | 10月08日        | 想い出のグリーングラス                                                | ドラマ   | 放送枠を拡大して放送（21:02 - 23:18）                             |
| 94   | 10月15日        | 結婚詐欺の女                                                          | ドラマ   | 朝日放送制作                                                      |
| 95   | 11月12日        | 蒸発妻・別居妻                                                        | ドラマ   |                                                                   |
| 96   | 11月19日        | 嫁と姑・泥沼のたたかい                                                | ドラマ   |                                                                   |
| 97   | 12月03日        | 女ざかり・男あさり                                                    | ドラマ   |                                                                   |
| 98   | 12月10日        | 人妻たちの事件簿シリーズ(3) 私はみだらな女 華道家元スキャンダル事件！ | ドラマ   |                                                                   |
| 99   | 12月17日        | 女タクシー運転手 バックミラーは見た！                                 | ドラマ   |                                                                   |
| 100  | 12月24日        | ピンク街の聖母たち                                                    | ドラマ   | 「聖母たち」シリーズ 第1作（市毛良枝が主演を務めた（第2作まで）） |

#### 1985年（1月 - 9月）
| 作数 | 放送日          | タイトル                                       | ジャンル | 備考                                                    |
| ---- | --------------- | ---------------------------------------------- | -------- | ------------------------------------------------------- |
| 101  | 1985年 01月07日 | 京都人形寺殺人事件                             | ドラマ   |                                                         |
| 102  | 01月14日        | 妻はついに浮気宣言                             | ドラマ   |                                                         |
| 103  | 01月21日        | 嫁・姑・継子、万引                             | ドラマ   |                                                         |
| 104  | 01月28日        | ダイアモンドは傷つかない                       | 映画     |                                                         |
| 105  | 02月04日        | 性的母子                                       | ドラマ   |                                                         |
| 106  | 02月11日        | 十七歳非行妻                                   | ドラマ   |                                                         |
| 107  | 02月18日        | 私は離婚請負人                                 | ドラマ   |                                                         |
| 108  | 03月04日        | レイプ! 美しき犯罪者                           | ドラマ   | 実録シリーズ                                            |
| 109  | 03月11日        | 酔いどれカラオケ女医者                         | ドラマ   | 『月曜ドラマ9』で続編（全4回）が放送された              |
| 110  | 03月18日        | ママさん刑事144時間の母性捜査                  | ドラマ   |                                                         |
| 111  | 03月25日        | 鬼畜                                           | 映画     |                                                         |
| 112  | 04月01日        | 花柳幻舟獄中記II                               | ドラマ   |                                                         |
| 113  | 04月08日        | 金属バット殺人事件                             | ドラマ   | 実録シリーズ                                            |
| 114  | 04月15日        | 燃えて尽きたし                                 | ドラマ   | 放送枠を拡大して放送（21:02 - 23:18）                   |
| 115  | 04月22日        | 今、いじめが爆発する！                         | ドラマ   |                                                         |
| 116  | 04月29日        | 追いつめられた団地妻                           | ドラマ   |                                                         |
| 117  | 05月13日        | すりかわった恋人                               | ドラマ   |                                                         |
| 118  | 05月27日        | 野獣刑事                                       | 映画     |                                                         |
| 119  | 06月03日        | 女がオフィスラブに決着をつける時               | ドラマ   | OLシリーズ 第3作                                        |
| 120  | 06月10日        | 母になれない女                                 | ドラマ   |                                                         |
| 121  | 06月17日        | 狙われた非行主婦                               | ドラマ   |                                                         |
| 122  | 06月24日        | 美貌のメス・女外科医が見た大病院の疑惑！       | ドラマ   |                                                         |
| 123  | 07月01日        | 思秋期VS思春期                                 | ドラマ   |                                                         |
| 124  | 07月08日        | 死体持参花嫁事件                               | ドラマ   |                                                         |
| 125  | 07月15日        | 女が経理を盗むとき                             | ドラマ   | OLシリーズ 第4作                                        |
| 126  | 07月22日        | 再婚妻と非行少年                               | ドラマ   |                                                         |
| 127  | 07月29日        | 八つ墓村                                       | 映画     | アンコール放送                                          |
| 128  | 08月05日        | 単身赴任の夫                                   | ドラマ   |                                                         |
| 129  | 08月12日        | 美しい女医の診察室III                          | ドラマ   | 『熱闘甲子園』放送のため、30分繰り下げ（21:32 - 23:18） |
| 130  | 08月19日        | 人妻たちの事件簿シリーズ(4) 通り魔             | ドラマ   | 『熱闘甲子園』放送のため、30分繰り下げ（21:32 - 23:18） |
| 131  | 08月26日        | 凶弾                                           | 映画     |                                                         |
| 132  | 09月02日        | 覚せい剤が少女を犯す！                         | ドラマ   | 実録シリーズ                                            |
| 133  | 09月09日        | たそがれ夫人II                                 | ドラマ   |                                                         |
| 134  | 09月16日        | 見込み違い夫婦                                 | ドラマ   |                                                         |
| 135  | 09月23日        | 蘇える金狼（1979年版）                         | 映画     |                                                         |
| 136  | 09月30日        | 人妻たちの事件簿シリーズ(5) 自動車教習所の人妻 | ドラマ   | （放送枠変更前の最終作）                                |

### 月曜20時・21時枠時代
月曜 - 木曜22時枠、金曜23時枠に『ニュースステーション』という報道番組を設けるため、放送枠を1時間繰り上げ。前番組の『ゴールデンワイド劇場』と同じ放送枠に戻り、1時間枠に短縮して放送した作品もあった。なお、この枠移動によって視聴率が低迷し、1年で放送を終了した。当番組の終了をもって、1981年10月から続いたテレビ朝日系列の月曜2時間ドラマ・映画番組枠の歴史に幕を下ろした。

#### 1985年（10月 - 12月）
| 作数 | 放送日          | タイトル                 | ジャンル | 備考                                                                            |
| ---- | --------------- | ------------------------ | -------- | ------------------------------------------------------------------------------- |
| 137  | 1985年 10月07日 | 重婚・二人の夫を持つ女   | ドラマ   | 『ニュースステーション』開始に伴い、この回以降は放送枠を1時間繰り上げ。         |
| 138  | 10月14日        | 京都・祇園レディスホテル | ドラマ   | 「レディスホテル」シリーズ 第1作                                                |
| 139  | 10月21日        | 両親公認！高校生夫婦     | ドラマ   |                                                                                 |
| 140  | 10月28日        | 女ざかり男ぎらい         | ドラマ   |                                                                                 |
| 141  | 11月18日        | 7人の代理パパ            | ドラマ   |                                                                                 |
| 142  | 11月25日        | 女囚犯歴簿IV             | ドラマ   |                                                                                 |
| 143  | 12月02日        | イッキ！イッキ！東大へ   | ドラマ   | 本村健太郎のドラマ初出演作（東京大学への受験を目指す中学生役を演じた）          |
| 144  | 12月09日        | 思えば遠くへ来たもんだ   | 映画     |                                                                                 |
| 145  | 12月16日        | 妻はなぜ夫を棄てたか     | ドラマ   |                                                                                 |
| 146  | 12月23日        | 嫁・姑・妾               | ドラマ   |                                                                                 |
| 147  | 12月30日        | 温泉街の聖母たち         | ドラマ   | 「聖母たち」シリーズ 第2作（『月曜ドラマ9』で放送された続編は田中好子の主演作） |

#### 1986年
| 作数 | 放送日          | タイトル                                 | ジャンル | 備考                                                             |
| ---- | --------------- | ---------------------------------------- | -------- | ---------------------------------------------------------------- |
| 148  | 1986年 01月06日 | 冬の京都 旅は道づれ女ざかり              | ドラマ   |                                                                  |
| 149  | 01月13日        | さりげらしく結婚                         | ドラマ   |                                                                  |
| 150  | 01月20日        | 吾輩は猫である（1975年版）               | 映画     |                                                                  |
| 151  | 01月27日        | 美人母娘3人、ああ華麗なる結婚サギ！      | ドラマ   | 「美人母娘3人、ああ華麗なる結婚サギ」シリーズ 第1作              |
| 152  | 02月03日        | 嫁と姑、お皿割りいじわる合戦             | ドラマ   |                                                                  |
| 153  | 02月10日        | 人妻たちの事件簿シリーズ(6) 死を呼ぶ結婚 | ドラマ   |                                                                  |
| 154  | 02月17日        | 集団見合い、一目惚れ結婚                 | ドラマ   |                                                                  |
| 155  | 03月03日        | 妻はなぜ反乱したか                       | ドラマ   |                                                                  |
| 156  | 03月10日        | 何でも貸します！女の商売                 | ドラマ   |                                                                  |
| 157  | 03月17日        | 男上手女上手                             | ドラマ   | 1時間枠（21:00 - 21:54）に短縮                                   |
| 158  | 03月24日        | 逆転夫婦                                 | ドラマ   | 「仕事を辞めた夫が主夫、その妻が仕事を始める」を描いた作品       |
| 159  | 04月07日        | サンデー兆治の妻・愛のカムバック         | ドラマ   | 村田兆治のカムバックを描いた実話。原作は妻の手記、「明日ありて」 |
| 160  | 04月14日        | 女と男の離婚適齢期                       | ドラマ   |                                                                  |
| 161  | 04月21日        | かけもち結婚、かけもち仲人               | ドラマ   |                                                                  |
| 162  | 04月28日        | ときめきキラリ！女は結婚上手！           | ドラマ   | 放送枠を拡大して放送（20:02 - 22:18）                            |
| 163  | 05月12日        | 見つめられる女                           | ドラマ   | 1時間枠（21:00 - 21:54）に短縮                                   |
| 164  | 05月19日        | 出社拒否症になった夫                     | ドラマ   |                                                                  |
| 165  | 05月26日        | 女が会社に辞表を書くとき                 | ドラマ   | OLシリーズ 第5作                                                 |
| 166  | 06月02日        | 萩、津和野レディスホテル                 | ドラマ   | 「レディスホテル」シリーズ 第2作                                 |
| 167  | 06月09日        | 嫁二人、幸せくらべ見栄講座               | ドラマ   |                                                                  |
| 168  | 06月16日        | 気になる隣の新家族                       | ドラマ   |                                                                  |
| 169  | 06月23日        | 女が会社で上司いびりを始めるとき         | ドラマ   | OLシリーズ 第6作（第7作以降は『ドラマ21』で放送）                |
| 170  | 06月30日        | 青い鳥は年上の女                         | ドラマ   |                                                                  |
| 171  | 07月07日        | たそがれ夫人III                          | ドラマ   |                                                                  |
| 172  | 07月14日        | ナースセンター午前3時                    | ドラマ   |                                                                  |
| 173  | 07月28日        | 和久峻三の離婚                           | ドラマ   |                                                                  |
| 174  | 08月04日        | ママ母vs.ママ娘、家出令嬢の課外授業      | ドラマ   |                                                                  |
| 175  | 08月18日        | 女と男の通り雨                           | ドラマ   | 1時間枠（21:00 - 21:54）に短縮                                   |
| 176  | 08月25日        | 姑公認未公認、二人の女の妻芝居           | ドラマ   |                                                                  |
| 177  | 09月01日        | 美人母娘3人、ああ華麗なる結婚サギII      | ドラマ   | 『ドラマ21』で放送した続編（全2回）は"3"を漢数字（"三"）に変更   |
| 178  | 09月22日        | 野獣死すべし（1980年版）                 | 映画     |                                                                  |

### 補足
- 「結婚詐欺の女」と「蒸発妻・別居妻」の間は3週連続で休止（1984年10月22日は『西部警察 PART-III』の最終回、「さよなら西部警察 大門死す!男達よ永遠に...」を放送）となったが、それ以外の放送休止は最大で2週連続だった。
- 『月曜ワイドスペシャル』（不定期特番）、『ネイチァリング特別企画』（不定期特番）、スポーツ中継（『世界陸上』[注 8]、『世界体操』[注 9]など）を放送する関係で休止となったこともある（『月曜ワイドスペシャル』では映画を放送した回もあったが、同題で放送した映画[注 10]はすべて当番組の放送回数に含めない）。
- 1983年11月28日、1984年11月26日はいずれも『サントリーミステリースペシャル』（朝日放送制作）を放送した為、休止となった。

## 再放送
- ドラマ作品（2時間枠）の再放送は過去にテレビ朝日系の一部で行われたことがある。なお、再放送枠は『土曜ワイド劇場』で放送した作品との併用であった。また、再放送枠の番組名や放送時間は局ごとに異なる[注 11]。